# Kuehneromyces
Kuehneromyces är ett släkte av svampar. Kuehneromyces ingår i familjen Strophariaceae, ordningen Agaricales, klassen Agaricomycetes, divisionen basidiesvampar och riket svampar.
|               | Hypholoma |
|               | |
|               | Flammula |
|               | |
|               | Pholiota |
|               | |
|               | Naucoria |
|               | |
|               | Psilocybe |
|               | |
|               | Hebeloma |
|               | |
|               | Gymnopilus |
|               | |
|               | Galerina |
|               | |
|               | Agrocybe |
|               | |
|               | Stropharia |
|               | |
|               | Melanotus |
|               | |
|               | Hebelomina |
|               | |
| Kuehneromyces | \| \| Kuehneromyces lignicola \| \| \| \| \| \| Kuehneromyces mutabilis \| \| \| \| \| \| Kuehneromyces vernalis \| \| \| \| \| \| Kuehneromyces leucolepidotus \| \| \| \| |
|               | \| \| Kuehneromyces lignicola \| \| \| \| \| \| Kuehneromyces mutabilis \| \| \| \| \| \| Kuehneromyces vernalis \| \| \| \| \| \| Kuehneromyces leucolepidotus \| \| \| \| |
|               | Phaeogalera |
|               | |
|               | Hymenogaster |
|               | |
|               | Leratiomyces |
|               | |
|               | Pachylepyrium |
|               | |
|               | Weraroa |
|               | |
|               | Nivatogastrium |
|               | |
|               | Brauniella |
|               | |
|               | Pseudogymnopilus |
|               | |
|               | Stagnicola |
|               | |
|               | Kuehneromyces lignicola |
|               | |
|               | Kuehneromyces mutabilis |
|               | |
|               | Kuehneromyces vernalis |
|               | |
|               | Kuehneromyces leucolepidotus |
|               | |

|  | Kuehneromyces lignicola      |
|  |                              |
|  | Kuehneromyces mutabilis      |
|  |                              |
|  | Kuehneromyces vernalis       |
|  |                              |
|  | Kuehneromyces leucolepidotus |
|  |                              |